# Juan Alanis
Juan Alanis Guerrero ( 20 de septiembre de 1946 (78 años) en México, D.F.) es un nadador olímpico de elite mundial de la década de los 60's. Seleccionado nacional para la olimpiada de Tokio en 1964 y nadador seleccionado para la olimpiada de México en 1968.

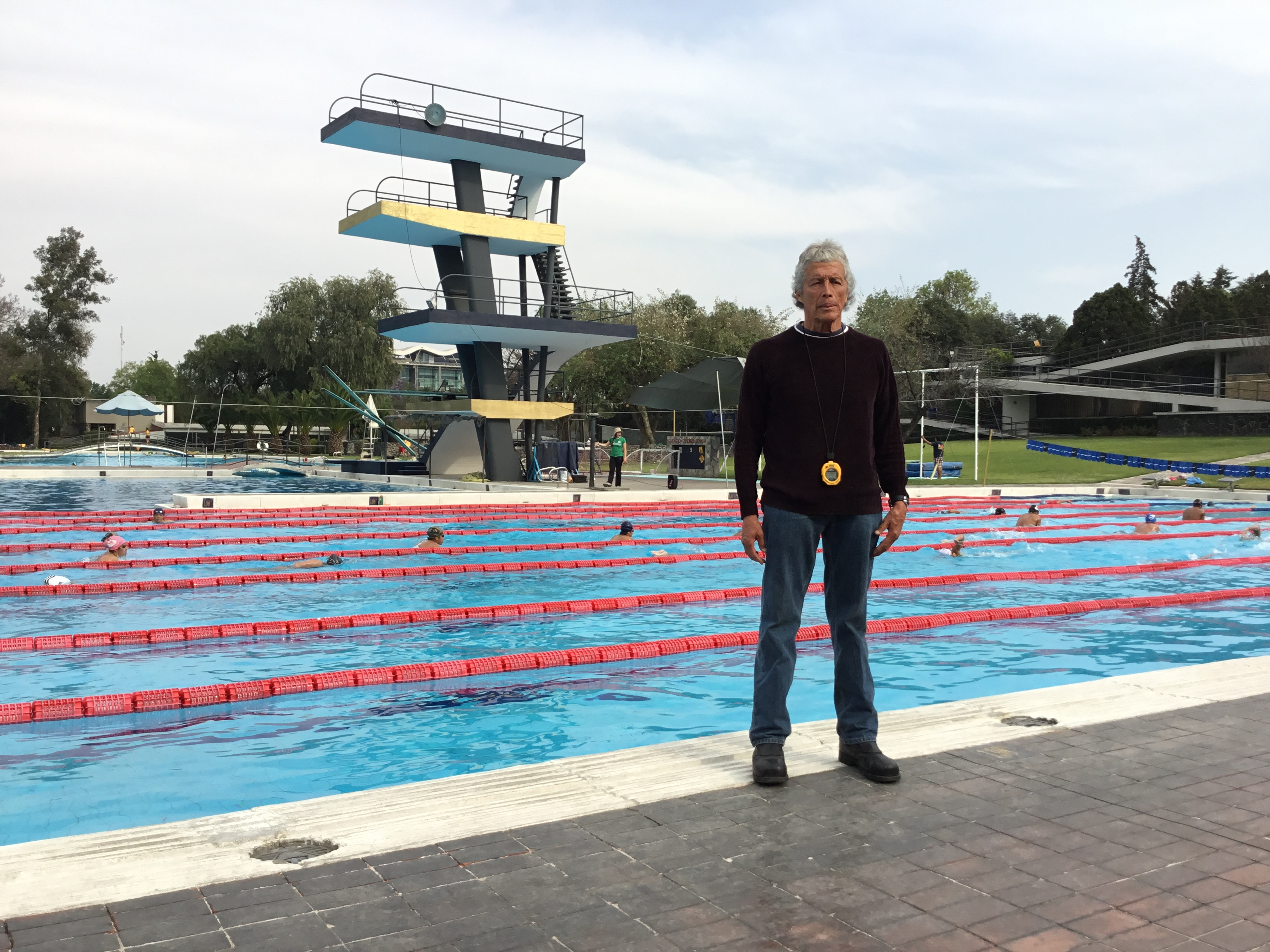
Juan Alanis Guerrero en la alberca olímpica de CU

## Vida personal
Hijo de Juan Alanis Trujillo y María de Jesús Guerrero Sosa, el mayor de cuatro hermanos. Su padre telegrafista en ferrocarriles de México de profesión, se dio el tiempo de crearles la disciplina de la natación a partir de los cuatro años.
Padre de 5 hijos a los cuales les transmite su gusto por la natación.

## Trayectoria Profesional.
Estudió la licenciatura de Arquitectura en la Universidad Nacional Autónoma de México, pero no cuenta con ninguna Cédula Profesional registrada en el Registro Nacional de Profesionistas que acredite sus estudios.

## Historial Deportivo.
Desde muy joven demostró el gusto, la fácilidad y la pasión por este deporte, por ende ganó el 4.º lugar nacional en 25 m libre y 25 m mariposa. Posteriormente, ingreso al deportivo Plan Sexenal, donde asistió al Centroamericano
llevado a cabo en San Salvador obteniendo buenos resultados ganando algunas preseas.
Tiempo después ingresa al equipo de natación de la Universidad Nacional Autónoma de México en 1963, quien estaba al frente el entrenador Manuel Herrera, donde alcanza ser seleccionado al Panamericano en Sao Pablo, Brasil, donde no paso a la final. Pero en 1964, quedó seleccionado para la olimpiada de Tokio del mismo año; que fue entrenado por el profesor Tonatiuh Gutiérrez. Junto con los nadadores Guillermo Echeverría, Gabriel Altamirano, Guillermo Dávila, Rafael Hernández y Salvador Ruíz de Chávez, formando la selección mexicana de natación para la olimpiada de 1964. Dando como resultado el 16.º lugar en la prueba de los 800 m libres contando con 17 años de edad.
Y del año 1964 a 1968 tuvo como entrenador al exnadador olímpico; quien tomó el mando de la selección nacional mexicana de natación donde dio como resultado a Juan Alanis, Guillermo Echevarria, Eduardo Alanis -hermano-, Felipe "El Tibio" Muñoz, Teresa Ramírez, Laura Vaca y Rafael Hernández. Y en vísperas a la olimpiada en México 1968 tuvo la oportunidad de entrenar con el grupo del entrenador húngaro y teórico de la natación Bela Rajki con quien entrenó durante 4 meses.
Cerca de la olimpiada de 1968, es enviado al Club Asturiano donde lo mandan a entrenar a Harden Hills,  California, que fue entrenado por Sherman Chavoor teniendo como compañeros a Michael Burton, Debbie Meyer y John Ferris, donde Juan se dedica a entrenar fondo llegando a quedar en noveno lugar mundial en Santa Clara.
Al regresar a México queda seleccionado y posteriormente séptimo lugar finalista en los 1500 m libres.
Actualmente mencionado como uno de los 10 mejores nadadores de la historia de México.
Hoy en día, el profesor Juan Alanis se desempeña como entrenador en la alberca olímpica de Ciudad Universitaria de la UNAM.
- Datos: Q6298778